# Tülü (Balakən)
Tülü è un comune dell'Azerbaigian situato nel distretto di Balakən. Conta una popolazione di 5 719 abitanti.